# Poljsko-Litavska Unija
Poljsko-Litavska Unija bila je federativna realna unija Krune Kraljevine Poljske i Velike Kneževine Litve koja je postojala od 1569. do 1795. godine. Bila je među najvećim i najmnogoljudnijim zemljama u Europi od 16. do 18. stoljeća. Na vrhuncu svoje moći početkom 17. stoljeća prostirala se na oko 1 000 000 km2 te je imala multietničko stanovništvo od oko 12 milijuna ljudi 1618. godine. Službeni jezici Poljsko-Litavske Unije bili su poljski i latinski, dok je katoličanstvo bilo službena religija.

## Naziv
Službeni naziv države bio je Kraljevina Poljska i Velika Kneževina Litva. Latinski naziv Regnum Poloniae Magnusque Ducatus Lithuaniae obično se koristio u međunarodnim ugovorima i diplomaciji. Sklapanjem Lublinske unije 1569. godine Velika Kneževina Litva ostala je odvojena od Krune Kraljevine Poljske s vlastitim imenom, zakonima i teritorijem. Naziv Republika Dvaju Naroda stupio je na snagu za vrijeme vladavine Stjepana Báthoryja (od 1582.; službeno se koristio do 1795.). Dana 28. siječnja 1588. godine Sigismund III. Vasa potvrdio je Treći statut Litve u kojemu je navedeno da je Poljsko-Litavska Unija federacija dviju zemalja – Velike Kneževine Litve i Kraljevine Poljske – u kojoj obje zemlje imaju jednaka prava unutar nje.
U 17. stoljeću i kasnije bila je poznata i kao Presvijetla Republika Poljska, Zajednica Kraljevine Poljske ili Poljska Zajednica.
Zapadni Europljani često su pojednostavljivali naziv u »Poljska«, a u većini prošlih i modernih izvora država se naziva Kraljevina Poljska ili samo Poljska. Izrazi Poljska Zajednica i Republika Dvaju Naroda korišteni su u Uzajamnome jamstvu dvaju naroda iz 1791. godine. U preambuli Uzajamnoga jamstva dvaju naroda potvrđena je dualistička priroda države i uključene su odvojene monarhijske titule Stanislava II. Augusta Poniatowskoga: »kralj Poljske« i »veliki knez Litve«, a spomenuti su i zemaljski izaslanici Poljske Krune i Velike Kneževine Litve.
Drugi neformalni nazivi jesu Republika Velikašā i Prva Poljska Republika, pri čemu je potonja relativno česta u historiografiji kako bi se razlikovala od Druge Poljske Republike. U Litvi se država naziva Republika Obaju Naroda.

## Zemljopis
Država se prema prostirala na prostoru današnje Ukrajine, Bjelorusije, Poljske, Litve, Latvije i Estonije. Ukupna površina 1618. godine iznosila je 1,153.465 km2. Na vrhuncu moći u njoj je živjelo oko 14,000.000 ljudi, a stanovništvo su činili Poljaci, Ukrajinci, Bjelorusi, Litavci, Nijemci, Židovi i ostale narodne manjine.
Glavna središta države bili su poljski gradovi Krakov i Varšava, a politička moć se centrirala prema zapadnim krajevima države u današnjoj Poljskoj i Litvi.

## Povijest
Tijekom 18. stoljeća u Poljsko-Litavskoj Uniji nisu pravodobno provedene reforme kakve su se u ono doba provodile diljem Europe, a politički sustav je bio nestabilan. Rusko Carstvo imalo je osobite teritorijalne apetite prema Uniji. Ono je kasnije pripojilo veći dio Poljsko-Litavske Unije, a s osloncem na nju osvojilo je i daljnja, tada slabo nastanjena područja na jugu i istoku današnje Ukrajine i na sjevernom Kavkazu, kojim je do tada vladao Krimski Kanat i drugi muslimanski narodi pod pokroviteljstvom Osmanskog Carstva. Nakon što su opstojnost i granice Poljsko-Litavske Unije počeli ovisiti o dogovoru susjednih sila, one su je naposljetku odlučile podijeliti između sebe.
Poljsko-Litavska Unija nestala je s povijesne pozornice krajem 18. stoljeća kad je raskomadana u tzv. tri podjele Poljske između Ruskoga i Austrijskog Carstva te Pruske.

## Vojska
Vojska Poljsko-Litavske Unije razvila se spajanjem vojski Kraljevine Poljske i Velike Kneževine Litve, iako je svaka država zadržala vlastitu podjelu. Ujedinjene oružane snage sačinjavale su Krunsku vojsku, regrutiranu u Kraljevini Poljskoj, i Litavsku vojsku u Velikoj Kneževini Litvi. Na čelu vojske bio je hetman, koji je bio jednak činu generalu ili vrhovnom zapovjedniku u drugim zemljama. Monarsi nisu mogli objaviti rat ili sazvati vojsku bez pristanka Sejma ili Senata. Mornarica Poljsko-Litavske Unije nikada nije igrala važnu ulogu u vojnoj strukturi od sredine 17. stoljeća pa nadalje.
Najprestižnija formacija dviju vojski bila je njihova teška konjica iz 16. i 17. stoljeća u obliku Krilatih Husara, dok su Poljska kraljevska garda i Litavska garda bile elita pješaštva. Godine 1788. Veliki Sejm odobrio je reforme i organizirao buduće strukture vojske. Krunska vojska trebala je biti podijeljena u 4 divizije, sa 17 poljskih pješačkih pukovnija i 8 konjaničkih brigada isključujući specijalne jedinice. Litavska vojska trebala je biti podijeljena na dvije divizije, 8 terenskih pukovnija i dvije konjičke. Reforma je predviđala vojsku od gotovo 100.000 ljudi.
Poljsko-Litavska vojska razlikovala se od organizacije uobičajene u drugim dijelovima Europe. Prema Bardachu, plaćeničke postrojbe, uobičajene u zapadnoj Europi, nikada nisu stekle široku popularnost u Poljskoj. Brzezinski navodi da su strani plaćenici činili značajan dio elitnijih pješačkih jedinica (barem do početka 17. stoljeća). Postojala je mala stajaća vojska – Obrona potoczna (Stalna obrana) od oko 1500 – 3000 vojnika, koju je plaćao kralj, a prvenstveno je bila stacionirana na problematičnim južnim i istočnim granicama.
Nekoliko godina prije Lublinske unije reformirana je poljska Obrona potoczna jer je Sejm ozakonio stvaranje Wojsko kwarciane. Ovu je formaciju također plaćao kralj, a brojala je oko 3500 – 4000 ljudi prema Bardachu, no Brzezinski daje raspon od 3000 – 5000 vojnika. Bila je sastavljena većinom od postrojba lakog konjaništva popunjenih plemstvom, kojima su zapovijedali hetmani. Sejm bi za vrijeme rata ozakonio privremeno povećanje veličine Wojsko kwarciane.